# Busigny Communal Cemetery Extension
Busigny Communal Cemetery Extension est un cimetière militaire de la Première Guerre mondiale situé sur le territoire de la commune de Busigny dans le département du Nord.

## Historique
Occupé par les Allemands depuis le 26 septembre 1918, Busigny a été reprise par la 30e Division Américaine et la cavalerie britannique le 9 octobre 1918, lors de la bataille de Cambrai, et au cours des deux mois suivants, les 48e, 37e et 12e postes de secours sont venus successivement au village. La majorité des sépultures ont été faites à partir de ces trois hôpitaux. L'extension du cimetière a été commencée en octobre 1918 et utilisée jusqu'en février 1919. Après l'armistice, elle a été agrandie lorsque des tombes provenant d'une vaste zone entre Cambrai et Guise ont été introduites.

## Caractéristique
Ce cimetière contigu au cimetière communal contient 671 sépultures de la Première Guerre mondiale, dont 64 non identifiées. L'extension a été conçue par Charles Holden.

## Galerie

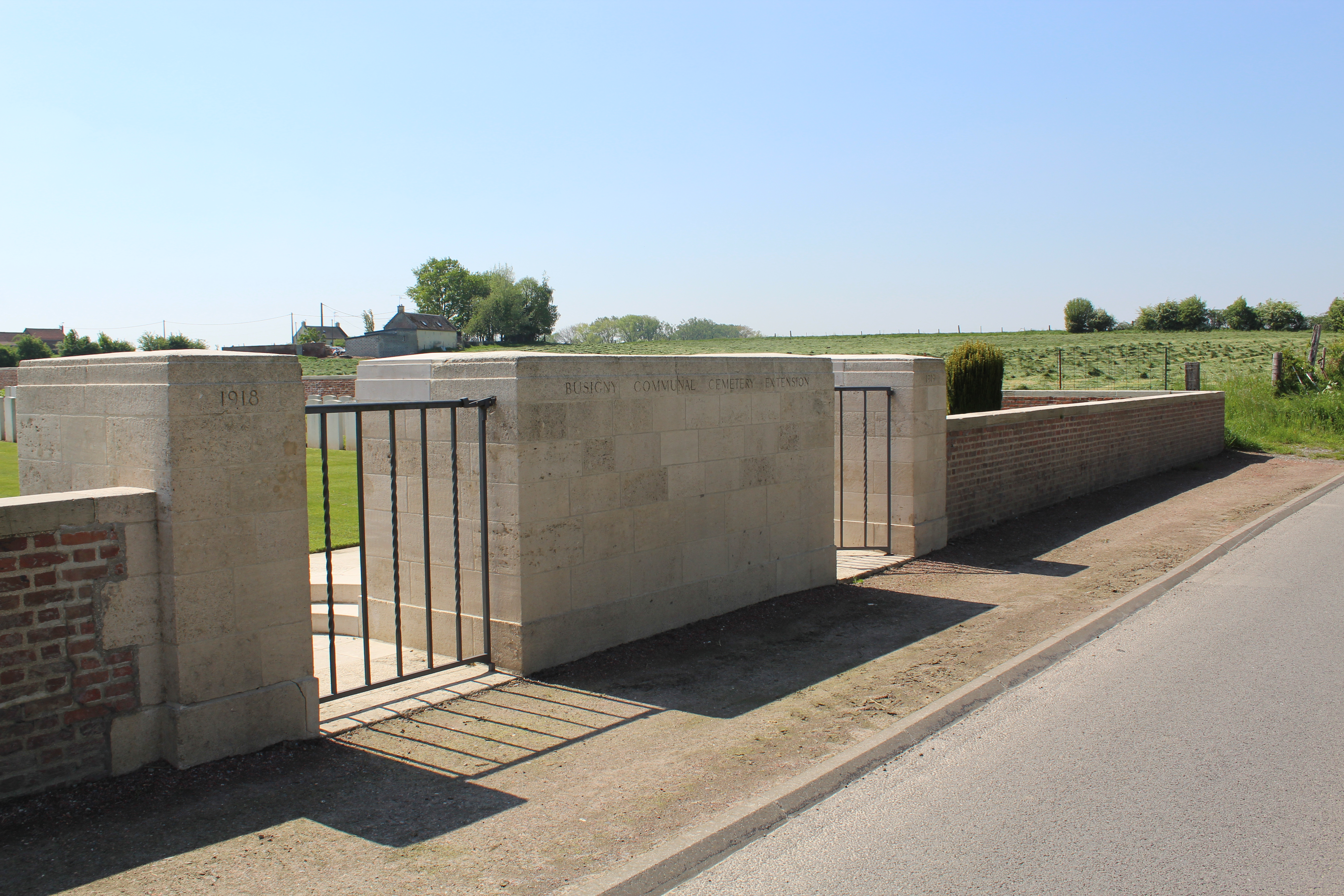
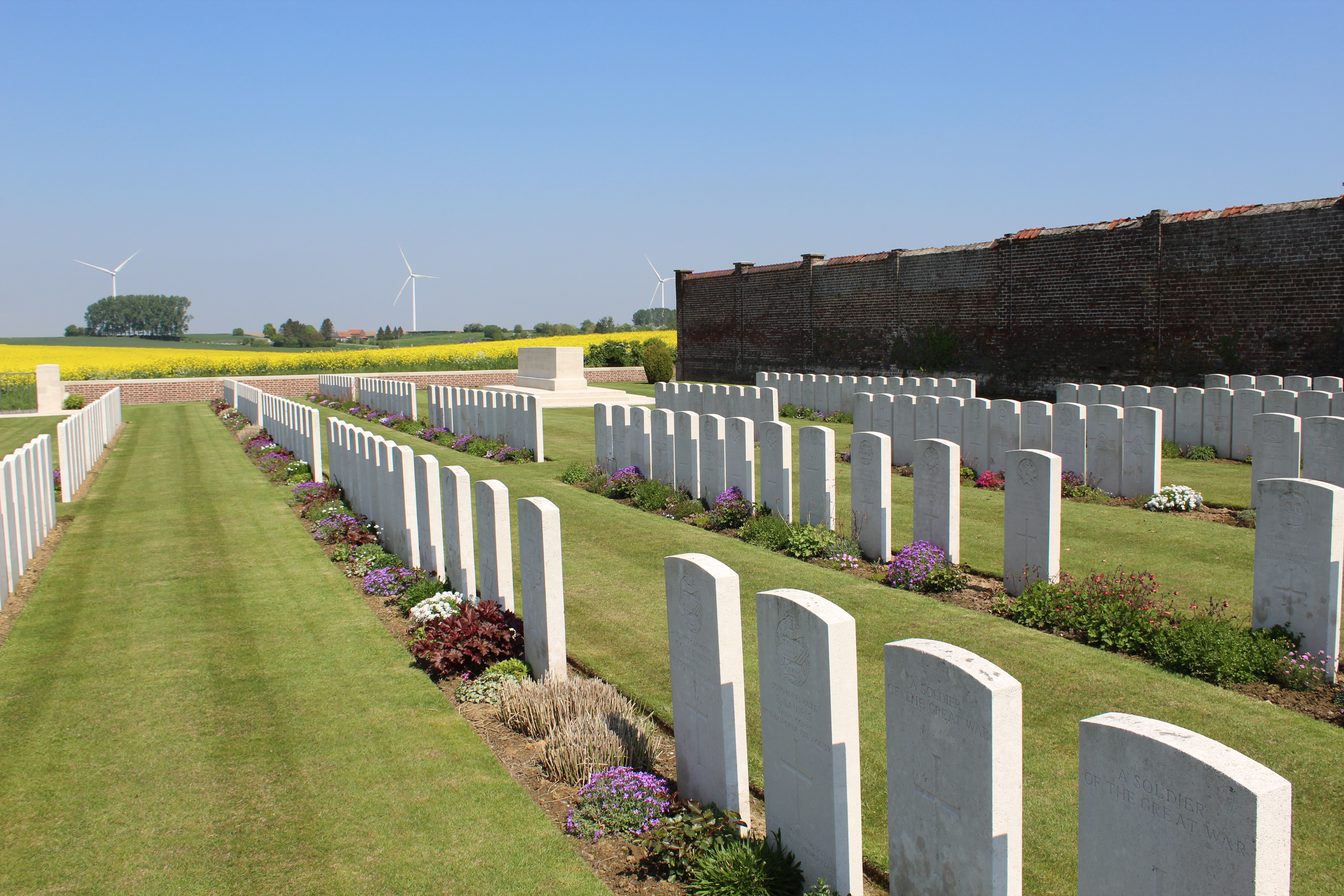
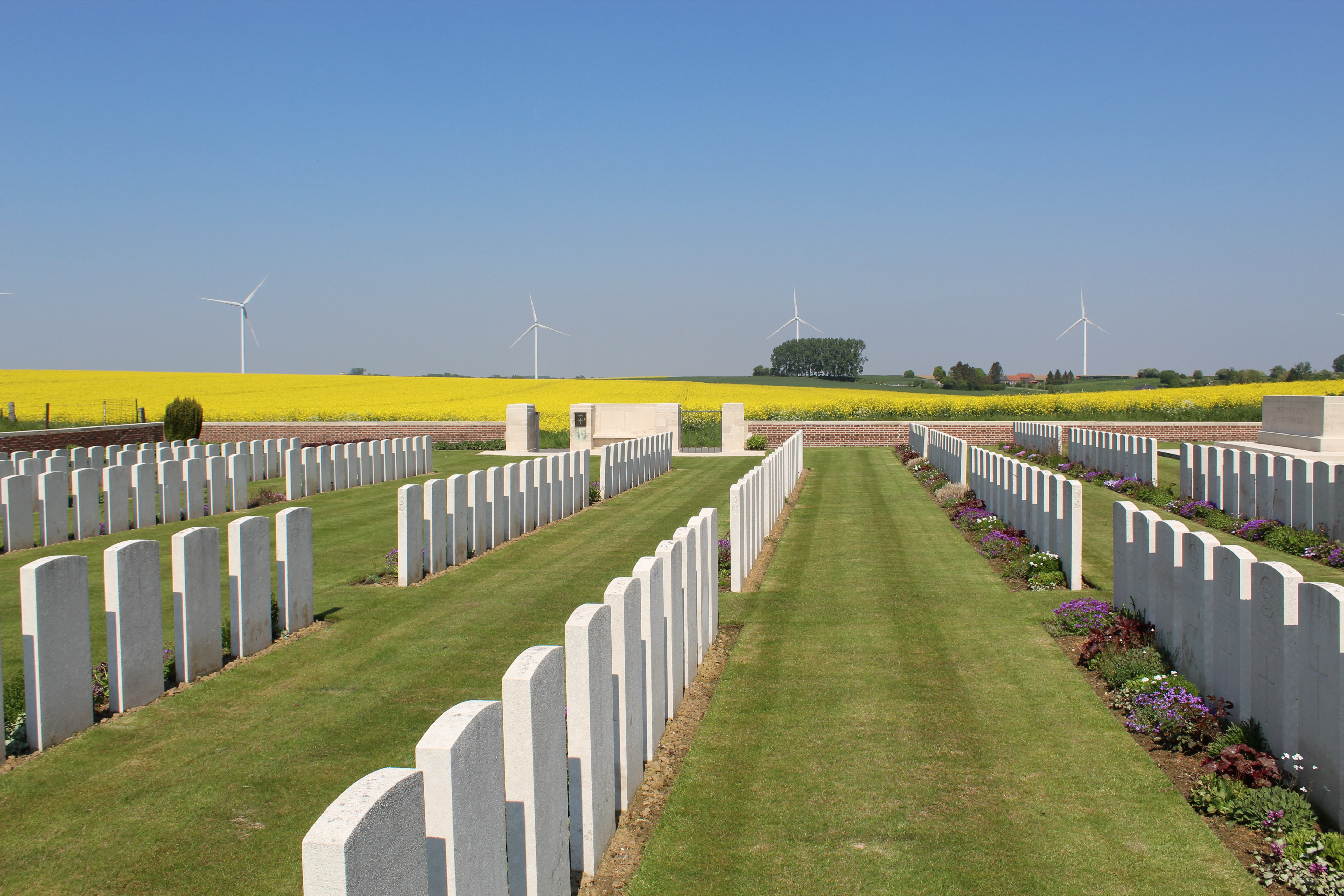

## Sépultures
| Pays                   | Sépultures |
| ---------------------- | ---------- |
| Royaume-Uni            | 711        |
| Canada                 | 9          |
| Union d'Afrique du Sud | 6          |
| Nouvelle-Zélande       | 3          |
| Australie              | 32         |
| Total                  | 761        |